# Indiaphis crassicornis
Indiaphis crassicornis är en insektsart. Indiaphis crassicornis ingår i släktet Indiaphis och familjen långrörsbladlöss. Inga underarter finns listade i Catalogue of Life.